# HMS Revenge (1805)
Pour les autres navires du même nom, voir HMS Revenge.
Le HMS Revenge est un vaisseau de 74 canons britannique en service dans la Royal Navy au début du XIXe siècle.

## Conception et construction
Conçu par John Henslow, le Revenge, seul de sa classe, est l'un des grands modèles de vaisseaux de 74 canons. Long de 181 pieds et 11 pouces (environ 55,4 m), et large de 42 pieds et 2 pouces (environ 15 m), son tirant d'eau est de 20 pieds et 9 pouces (environ 6,3 m). Comme les autres grands vaisseaux de 74 canons, il est armé avec 28 canons de 32 livres sur son pont-batterie inférieur, 28 canons de 24 livres sur son pont-batterie supérieur et 18 canons de 9 livres sur ses gaillards. Il emporte aussi deux caronades de 32 livres et six caronades de 18 livres.
Construit dans les chantiers navals de Chatham à partir d'août 1800, le Revenge est lancé le 13 avril 1805.

## Service actif
À peine armé, le Revenge, commandé par Robert Moorsom, rejoint le 30 août le blocus de Cadix, au sein de l'escadre de l'amiral Robert Calder. À la bataille de Trafalgar, il combat au sein de la colonne de Collingwood. Coupant la ligne de bataille de la flotte combinée au niveau de l'arrière-garde, le Revenge affronte l'Aigle, l'Achille, l'Indomptable, le San Justo et le puissant Príncipe de Asturias. À la fin de la bataille, l'équipage compte 28 tués et 51 blessés dont le capitaine.
Le Revenge sert jusqu'en 1842 et est démoli en 1849.